# 蒸汽发生重水反应堆
蒸汽发生重水反应堆 （Steam Generating Heavy Water Reactor，SGHWR）是英国一种商用核反应堆的设计，反应堆用重水减速中子，用轻水冷却。冷却剂和沸水反应堆一样在反应堆中沸腾变高压蒸汽，驱动涡轮和发电机發电。
温弗瑞斯反应堆是唯一使用该设计的反应堆，装机功率一億瓦，1967年并网发电，1990年退役。有个更大功率（6.5億瓦）的同型设计在1974年獲选为英国未来反应堆建设基础，但用电量下降，1976年取消计划。
蒸汽发生重水反应堆是同时代下新反应堆设计的一种，类似的有在魁北克基于加拿大重水铀反应堆改进的根提利核电站、日本的普贤热中子新型转换堆和从未投入使用的意大利CIRENE反应堆。这些设计与加拿大重水铀反应堆（CANDU）最大不同的是后者用重水冷却反应堆。